# 荘田教高
荘田 教高（しょうだ のりたか、生年不明）は、江戸時代前期の武士・剣豪。柳生宗矩の代表的な高弟として知られ、後世柳生四天王の一人に数えられた。通称は喜左衛門、嘉左衛門。庄田とも。

## 略歴
荘田喜兵衛信之の子。荘田家は大和国柳生庄を治める柳生家譜代の家臣。永禄9年（1566年）に父・信之が没したために、柳生家当主で剣豪としても知られた柳生宗厳に養育され、長じては大物頭を務める。柳生家は属していた松永久秀が滅んだことなどから、天正年間に一時没落するが、変わらず教高は宗厳ならびにその子・柳生宗矩に仕えた。
『藩翰譜』によれば、 大和の支配者が豊臣秀長になった際、柳生家譜代の家臣の松田という者が、柳生家が所有していた隠し田の存在を秀長に密告したことで、柳生家は累代の本領を没収され、大きく困窮することになった。宗厳は息子達に対してどのような手段を用いても本領を取り戻し、松田の首を自分にたむけるよう命じた。やがて宗厳の子・宗矩が徳川家に属して関ヶ原の戦いで活躍し、その功により本領を取り戻すと、宗矩は「荘田といひし郎党」に命じて、松田を捕らえ、その首を切り落とさせたという。この荘田を教高、松田を松田派新陰流開祖・松田織部之助とする見方が古くからあるが、同時代の資料はなく、事件の存在自体に否定的な意見もある。
教高は宗矩に従って江戸にでて、皆伝を認められてからは庄田心流（庄田流、庄田真流とも） を名乗って名声を得て、寛永期に榊原氏に招かれて剣術指南役として出仕した。
正保3年（1646年）、宗矩が死去して後は、宗矩の次男・柳生宗冬に師事したようで、宗冬から聞き書きした兵法に関する見解を『宗冬兵法物語』としてまとめたほか、宗冬の著書である『宗冬兵法聞書』や『飛鳥川流』にも宗冬と教高の間で交わされた兵法に関する問答が記されている。宗冬は正保4年（1647年）8月に、とある老臣に乞われて目録（宛名無し）を与えているが、これについてもその内容から教高に与えたものとする意見がある。　

## 人物・逸話
- 高田藩剣法師範の荘田奥三郎を教高の子とする見解もあるが、時間の不一致が見られる。